# Культура Дасі

Культура Дасі на мапі Китаю

Дасі (кит.: 大溪; англ. Daxi culture, V-IV тис. до н. е.) - китайська неолітична культура середньої течії Янцзи (схід провінції Сичуань і Хубей). Розкопки проводилися в 1920-ті. Для цієї культури характерна біла кераміка (тарілки), рисівництво та укріплені поселення. Є відомості про свинарство та вирощування домашніх курей. Під час декорування поховань використовувався образ дракона.
Змінилася культурою Цюйцзялін. Дослідники припускають спорідненість носіїв даної культури з носіями мов хмонг-м'єн (haplogroup O3d).